# Lake Cowichan
Lake Cowichan är en ort i Kanada.   Den ligger i provinsen British Columbia, i den sydvästra delen av landet, 3 600 km väster om huvudstaden Ottawa. Lake Cowichan ligger 167 meter över havet och antalet invånare är 2 870. Den ligger vid sjön Cowichan Lake.
Terrängen runt Lake Cowichan är huvudsakligen kuperad, men åt nordväst är den bergig. Lake Cowichan ligger nere i en dal. Trakten runt Lake Cowichan är nära nog obefolkad, med mindre än två invånare per kvadratkilometer.. Lake Cowichan är det största samhället i trakten.
I omgivningarna runt Lake Cowichan växer i huvudsak barrskog.